# محمد الهاشمي التلمساني
محمد بن أحمد بن الهاشمي بن عبد الرحمن التلمساني (1298 - 1381 هـ)، عالم دين سني متصوف، وشيخ الطريقة الشاذلية في بلاد الشام في عصره.

## مولده
ولد محمد بن الهاشمي من أبوين صالحين، من آل بيت النبوة، يرجع نسبهما إلى الحسن بن علي، يوم السبت 22 شوال 1298 هـ الموافق 16 أيلول 1881م، في مدينة سبدو التابعة لمدينة تلمسان من أشهر المدن الجزائرية. وكان والده من علمائها وقاضياً فيها.

## تعليمه
بقي الشيخ مدة من الزمن ملازماً للعلماء يتعلم منهم، ثم هاجر في 20 رمضان سنة 1329 هـ مع شيخه محمد بن يلس إلى بلاد الشام هرباً من الاستعمار الفرنسي الذي منع الشعب الجزائري من حضور حلقات العلماء ودروسهم. فمكثا في دمشق أياماً، وعملت الحكومة التركية على تفريق جميع المغاربة الجزائريين، وكان نصيبه أن ذهب إلى تركيا وأقام في أضنة، وبقي شيخه ابن يلس في دمشق. وعاد بعد سنتين إلى دمشق، فالتقى بشيخه ابن يلس وصحبه ولازمه.
وفي بلاد الشام تابع أخذ العلم عن أكابر علمائها، من أشهرهم:
- بدر الدين الحسني.
- أمين سويد.
- جعفر الكتاني.
- نجيب كيوان.
- توفيق اليوبي.
- محمود العطار وأخذ عنه علم أصول الفقه.
- محمد بن يوسف المعروف بالكافي وأخذ عنه الفقه المالكي.

أما من ناحية التصوف فقد أذن له شيخه محمد بن يلس بالورد العام لما رأى من تفوقه على تلامذته، من حيث العلم والمعرفة والنصح لهم وخدمتهم. ولما قدم الشيخ أحمد بن مصطفى العلاوي من الجزائر لأداء فريضة الحج، نزل في دمشق سنة 1348 هـ الموافق 1930م، أذن لمحمد بن الهاشمي بالورد الخاص، تلقين الاسم الأعظم، والإرشاد العام.

## مؤلفاته
- مفتاح الجنة شرح عقيدة أهل السنة.

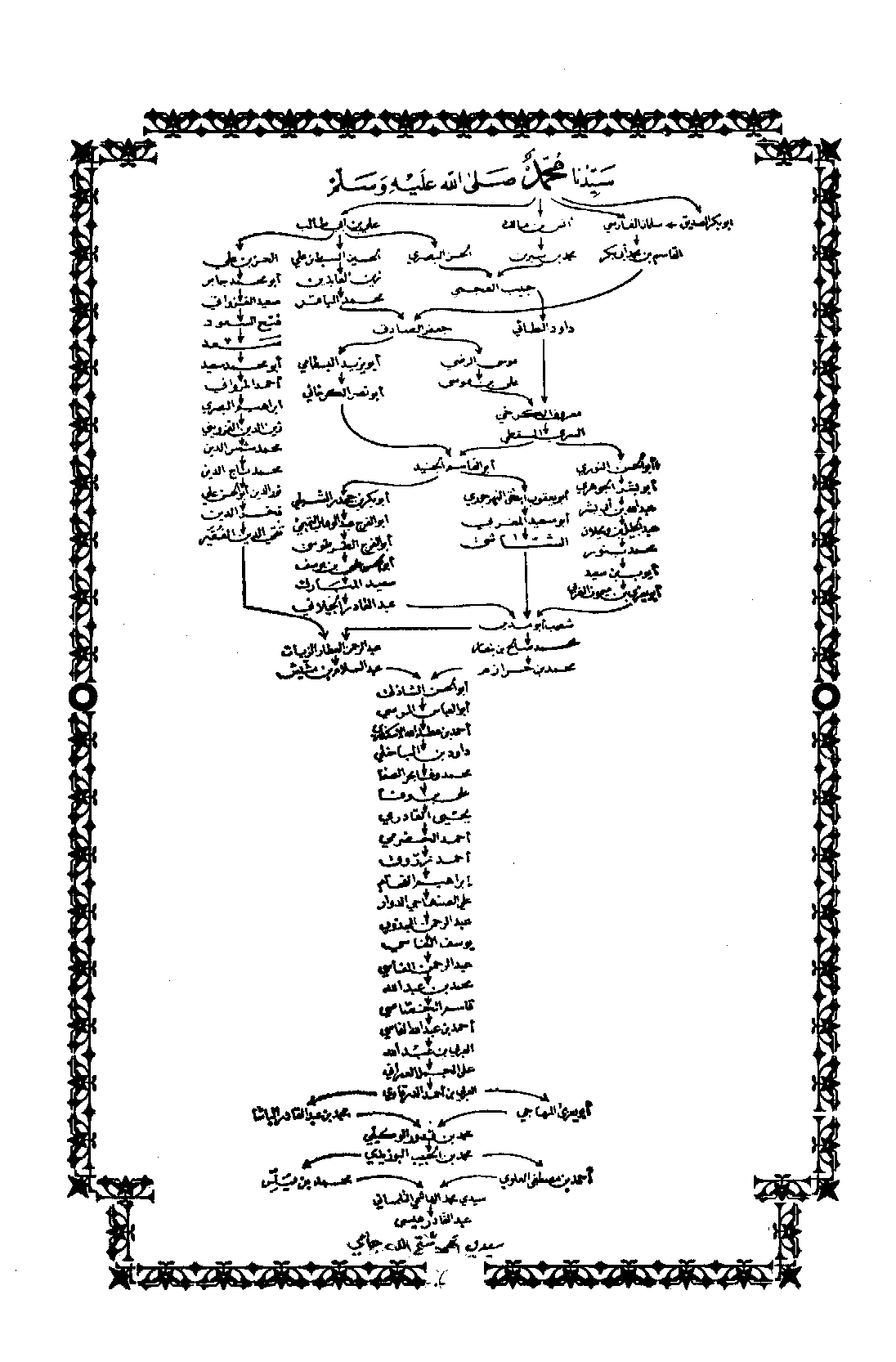
سند الطريقة الشاذلية يظهر فيها اسم «محمد الهاشمي»

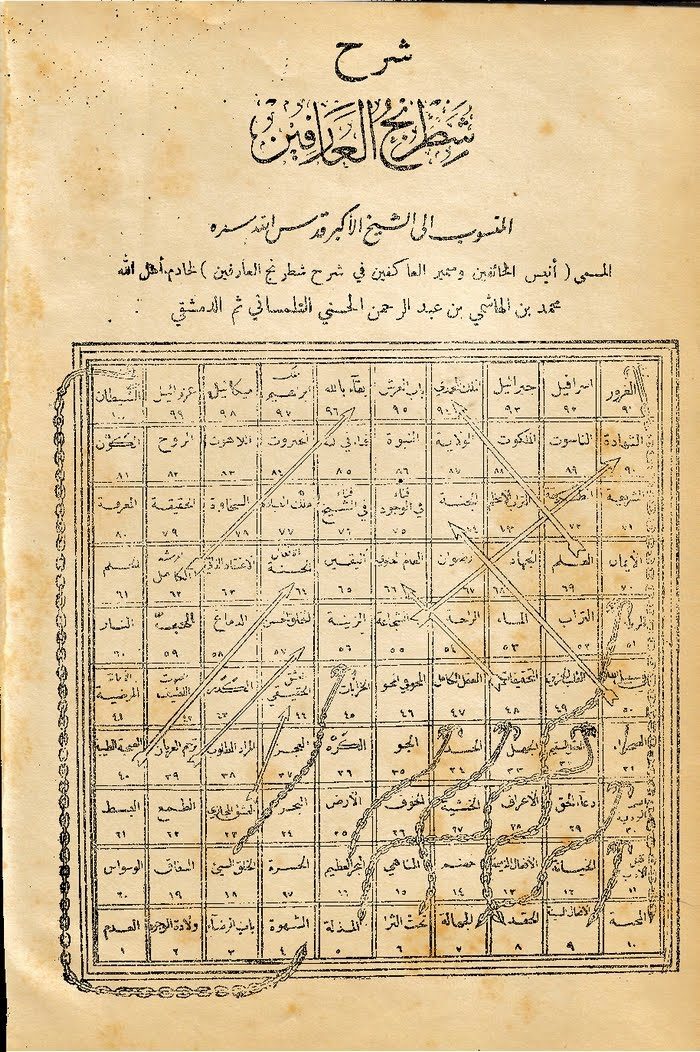
شرح شطرنج العارفين لابن العربي

- الرسالة الموسومة بعقيدة أهل السنة مع نظمها.
- البحث الجامع والبرق اللامع والغيث الهامع فيما يتعلق بالصنعة والصانع.
- الرسالة الموسومة بسبيل السعادة في معنى كلمتي الشهادة مع نظمها.
- الدرة البهية.
- العقائد الدرية
- الحل السديد لما استشكله المريد من جواز الأخذ عن مرشدين.
- القول الفصل القويم في بيان المراد من وصية الحكيم.
- شرح شطرنج العارفين للشيخ محيي الدين بن عربي.
- الأجوبة العشرة.
- شرح نظم عقيدة أهل السنة.

## وفاته
توفي محمد الهاشمي التلمساني يوم الثلاثاء 12 رجب 1381 هـ الموافق 19 كانون الأول 1961م، وصُلي عليه في الجامع الأموي، ليدفن في مقبرة الدحداح في دمشق. وكانت وصيته في آخر حياته: «عليكم بالكتاب والسنة».